# Ostrynka
Ostrynka [pronunciación en polaco: /ɔsˈtrɨŋka/] es un pueblo en el distrito administrativo de Gmina Janów, dentro del Distrito de Sokółka, Voivodato de Podlaquia, en el noreste de Polonia. Se encuentra aproximadamente 8 kilómetros al sudeste de Janów, 15 kilómetros al oeste de Sokółka, y 35 kilómetros al norte de la capital regional Białystok.